# Mons (Charente-Maritime)
Mons é uma comuna francesa na região administrativa da Nova Aquitânia, no departamento de Charente-Maritime. Estende-se por uma área de 15,63 km². Em 2010 a comuna tinha 449 habitantes (densidade: 28,7 hab./km²).